# 馬季亞索韋
46°45′35″N 31°27′4″E / 46.75972°N 31.45111°E
馬季亞索韋（烏克蘭語：Матіясове），是烏克蘭南部的村莊，隸屬尼古拉耶夫州的尼古拉耶夫區。該村面積0.66平方公里，海拔高度5米，2001年人口412，人口密度每平方公里624.2人。